# Baie du Poste
Baie du Poste är en vik i Kanada.   Den ligger i provinsen Québec, i den östra delen av landet, 600 km norr om huvudstaden Ottawa.
Trakten runt Baie du Poste är nära nog obefolkad, med mindre än två invånare per kvadratkilometer.